# Ozorków (gmina wiejska)

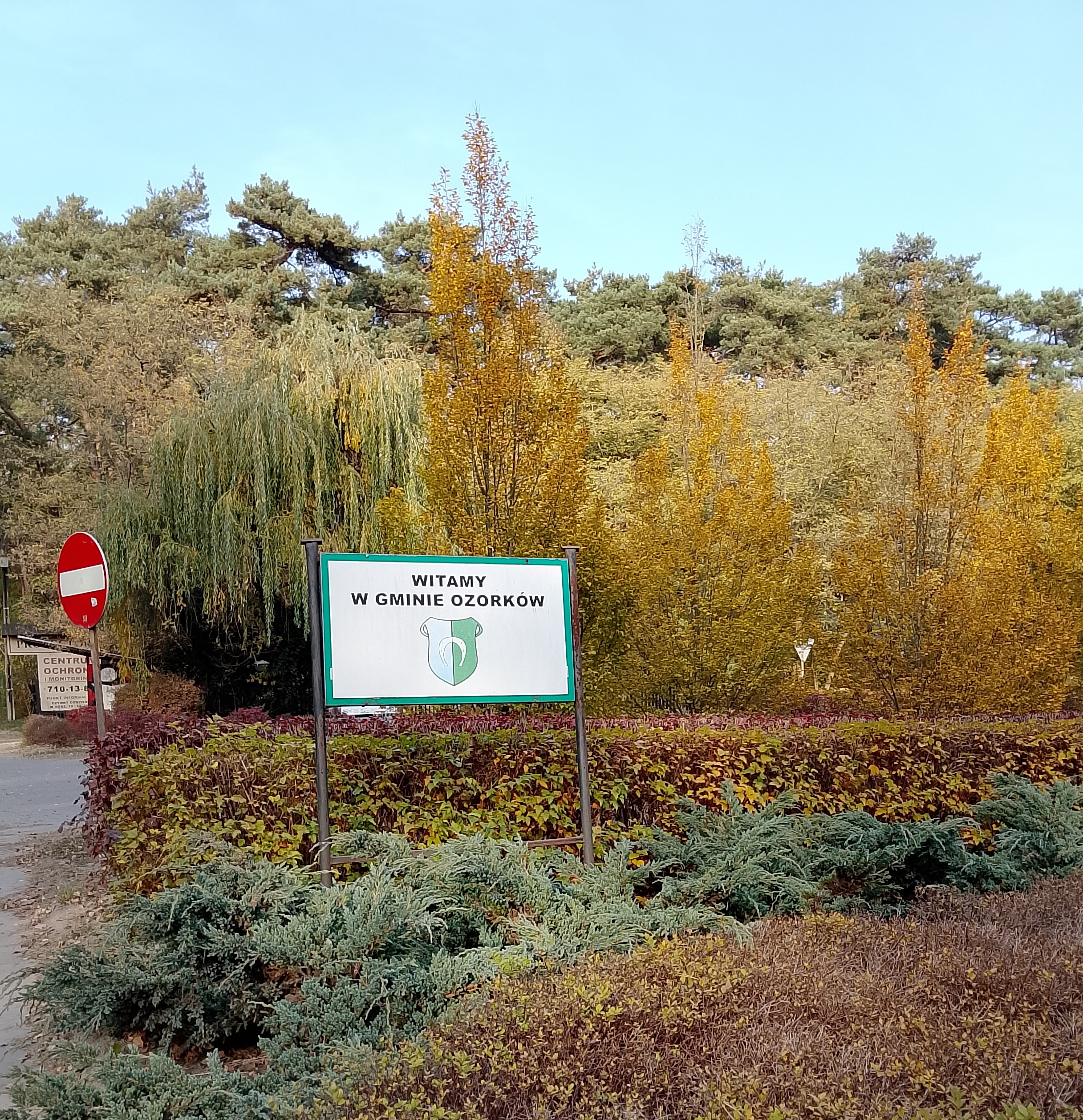
Witacz gminy Ozorków w Sokolnikach-Lesie (2024)

Ozorków (daw. gmina Leśmierz + gmina Tkaczew) – gmina wiejska w województwie łódzkim, w powiecie zgierskim. W latach 1975–1998 gmina położona była w ówczesnym województwie łódzkim.
Siedzibą organów gminy jest miasto Ozorków.
Według danych z 31 grudnia 2007 r. gminę zamieszkiwało 6661 osób.

## Struktura powierzchni
Według danych z roku 2007 gmina Ozorków ma obszar 95,51 km², w tym:
- użytki rolne: 78%
- użytki leśne: 13%

Gmina stanowi 11,17% powierzchni powiatu.

## Demografia

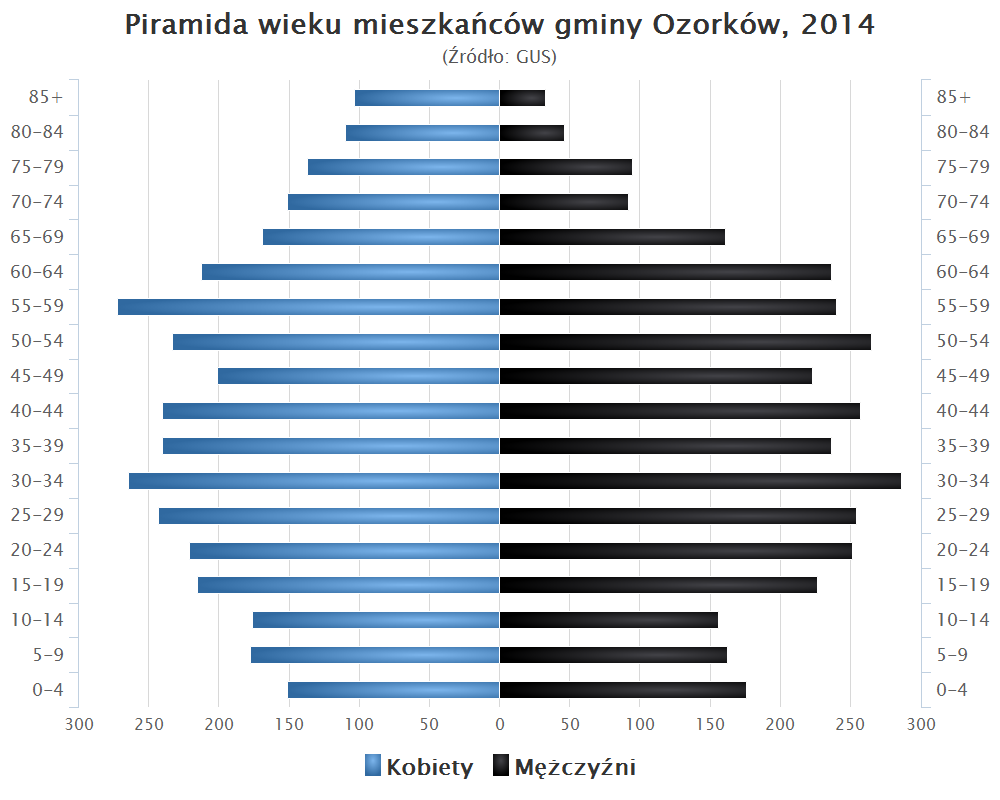
Piramida wieku mieszkańców gminy Ozorków w 2014 roku

Dane z 31 grudnia 2007 r.:
| Opis                              | Ogółem | Ogółem | Kobiety | Kobiety | Mężczyźni | Mężczyźni |
| --------------------------------- | ------ | ------ | ------- | ------- | --------- | --------- |
| Jednostka                         | osób   | %      | osób    | %       | osób      | %         |
| Populacja                         | 6661   | 100    | 3364    | 50,50   | 3297      | 49,50     |
| Gęstość zaludnienia [mieszk./km²] | 69,74  | 69,74  | 35,22   | 35,22   | 34,52     | 34,52     |

## Jednostki OSP w gminie
1. OSP Solca Wielka, S-1, Krajowy system ratowniczo-gaśniczy
2. OSP Czerchów, S-1
3. OSP Leśmierz, S-1
4. OSP Modlna, S-1

## Sąsiednie gminy
- Góra Świętej Małgorzaty
- Łęczyca
- Ozorków (miasto)
- Parzęczew
- Zgierz